# École universitaire de recherche
Pour les articles homonymes, voir EUR.
En France, une école universitaire de recherche (EUR) est un type de composante d'une université créé par la convention du 14 février 2017 entre l'État et l'Agence nationale de la recherche (ANR) relative au Programme d'investissements d'avenir (PIA),,. Associant les établissements d’enseignement supérieur et les organismes de recherche, les écoles universitaires de recherche « comportent une forte dimension internationale et entretiennent dans la mesure du possible des liens étroits avec les acteurs économiques ».
Les écoles universitaires de recherche ont été créées pour « financer en France le modèle reconnu internationalement des Graduate Schools » en rassemblant « des formations de master et de doctorat ainsi qu'un ou plusieurs laboratoires de recherche de haut niveau »,.

## Historique et définition
Avec la convention du 14 février 2017 entre l'État et l'Agence nationale de la recherche (ANR) relative au Programme d'investissements d'avenir (PIA), les écoles universitaires de recherche sont créées.
Le 24 octobre 2017, les 29 lauréats de la première vague de l'appel à projet « Écoles universitaires de recherche » du Programme d'investissements d'avenir PIA 3 sont dévoilés. Les 24 lauréats de la deuxième vague de l'appel à projet à destinations des établissements non IdEX et ISITE sont annoncés le 30 août 2019.
Les projets sélectionnés sont financés par le ministère de l'Enseignement supérieur, de la Recherche et de l'Innovation pour une durée maximale de dix ans. Chaque projet reçoit une dotation, pour un budget total de plus de 100 millions d'euros étalé sur dix ans permettant de financer le développement d'une « école universitaire de recherche »,,.

## Fonctionnement
Selon la convention du 14 février 2017 relative au Programme d'investissements d'avenir (PIA), les écoles universitaires de recherche définissent elles-mêmes les modalités de recrutement de leurs étudiants tant en master qu'en doctorat.
Elle précise que « tous les établissements et sites qui se distinguent par leur excellence dans un domaine spécifique ont vocation à créer des écoles universitaires de recherche qui pourront inclure notamment des projets déjà labellisés et financés par le PIA, en particulier des Laboratoires d'excellence (LabEx) et contribuer le cas échéant à spécialiser les sites, à simplifier et à structurer le paysage français de l'enseignement supérieur et de la recherche ».

## Liste des écoles universitaires de recherche

### Première vague (2017)
Les résultats de la première vague sont annoncés le 24 octobre 2017.
Aix-Marseille Université :
- EUR AMSE — Aix-Marseille School of Economics
- EUR nEURo*AMU — NeuroSchool

École d'économie de Paris :
- EUR PGSE — Paris Graduate School of Economics

Institut supérieur de l'aéronautique et de l'espace
- EUR TSAE - Toulouse graduate School of Aerospace Engineering

Université du Mans :
- EUR IA-GS — Institut d'Acoustique Graduate School

Sorbonne Université :
- EUR IPSL-CGS — IPSL Climate Graduate School

Université de Bordeaux :
- EUR DPH — Graduate School in Digital Public Health
- EUR LIGHTS&T — Advanced Graduate program in Light Sciences & technologies
- EUR UBGSNeuro — Advanced Graduate School “Bordeaux Neurocampus”

Université Bourgogne - Franche-Comté :
- EUR EIPHI — Innovation through Physics and Engineering

Université Côte d'Azur :
- École universitaire de Recherche DS4H — UCA Digital Systems for Humans
- École universitaire de Recherche SPECTRUM
- École universitaire de Recherche LIFE
- EUR Société & Environnement (ODYSSEE)
- École universitaire de Recherche Healthy
- École universitaire de Recherche CREATES
- École universitaire de Recherche ELMI
- École universitaire de Recherche LEXSociété

Université Paris-Cité :
- EUR EURIP — Paris Interdisciplinary Graduate School
- EUR G.E.N.E. — Genetics and Epigenetics New Education

Université Paris 1 Panthéon-Sorbonne :
- EUR REDPOP — Graduate School Network in Demography and Population sciences

Université Paris Lumières :
- EUR ArTeC — Arts, Technologies, Digital Studies, Human Mediations

Université Paris-Saclay :
- EUR SPS — Saclay Plant Sciences Graduate School of Research

Université Paris Sciences et Lettres :
- EUR Front-Cog - Frontiers in Cognition

Université de Strasbourg :
- EUR EURIDOL — Graduate School of Pain
- EUR IMCBio — Integrative Molecular and Cellular Biology
- EUR QMat — Quantum Nanomaterials and Nanoscience
- EUR CSC-IGS : Chemistry of Complex Systems Int Grad School

Université fédérale de Toulouse-Midi-Pyrénées :
- EUR CHESS — Toulouse GS in Economics and Social Sciences
- EUR NanoX — NanoScale Science and Engineering

Université Grenoble-Alpes :
- EUR Chemistry, Biology and Health Graduate School (CBH Graduate School)

Université de Lyon :
- EUR MANUTECH SLEIGHT (Surfaces Light EngineerinG Health and SocieTy) Graduate School
- EUR H2O’Lyon - Ecole Universitaire de Recherche des Sciences de l’eau et des Hydrosystèmes

### Deuxième vague (2019)
Les résultats de la deuxième vague sont annoncés le 30 août 2019.
École des Hautes Études en Sciences Sociale (EHESS) :
- EUR GSST - Gender and Sexuality Studies

Université d'Angers :
- EUR LUMOMAT - Matériaux moléculaires pour l’électronique organique et la photonique

Université d'Avignon :
- EUR Implanteus - Sustainable Mediterranean Agriculture for Health

Université de Bretagne Occidentale :
- EUR ISblue - École Universitaire de Recherche en Sciences et Technologies Marines

Université de Limoges :
- EUR Ceramics & ICT - TACTIC - Transverse Actions between Ceramics & TIC

Université de Poitiers :
- EUR IntREE - Interfaces en aéronautique, énergie et environnement

Université de Rennes 2 :
- EUR CAPS - Creative Approaches to Public Space - Approches Créatives de l'Espace Public
- EUR DIGISPORT - Digital Sport Sciences

Université de Rennes 1 :
- EUR CYBERSCHOOL - École Universitaire de Recherche en Cybersécurité

Université Sorbonne-Paris-Nord :
- EUR M&CS - École Universitaire de Recherche Math & Computer Science

Normandie Université :
- EUR XL-Chem - École Universitaire de Recherche en chimie

Université Paris-Est-Créteil-Val-de-Marne :
- EUR LIVE - Trajectoires et Vulnérabilité en Santé
- EUR FRAPP Francophonies et Plurilinguismes — Politique des langues